# Silvana Parisi
Silvana Parisi (Messina, 27 agosto 1955) è un'ex calciatrice italiana di ruolo difensore.
Ha giocato in Serie A con Messina, Milan e Catania.